# Gare de Mormant
Gare de Mormant vasútállomás Franciaországban, Mormant településen.

## Vasútvonalak
Az állomást az alábbi vasútvonalak érintik:
- Párizs–Mulhouse-vasútvonal

## Kapcsolódó állomások
A vasútállomáshoz az alábbi állomások vannak a legközelebb:
- Gare de Verneuil-l’Étang (Paris Gare de l’Est, Line P)
- Gare de Nangis (gare de Provins, Line P)